# Кутас Олександра Олександрівна
Олександра Олександрівна Кутас (нар. 5 листопада 1993) — перша у світі модель у інвалідному кріслі та перша фотомодель з інвалідністю в Україні, громадський діяч, радник мера Дніпра по доступності міської інфраструктури.

## Біографія

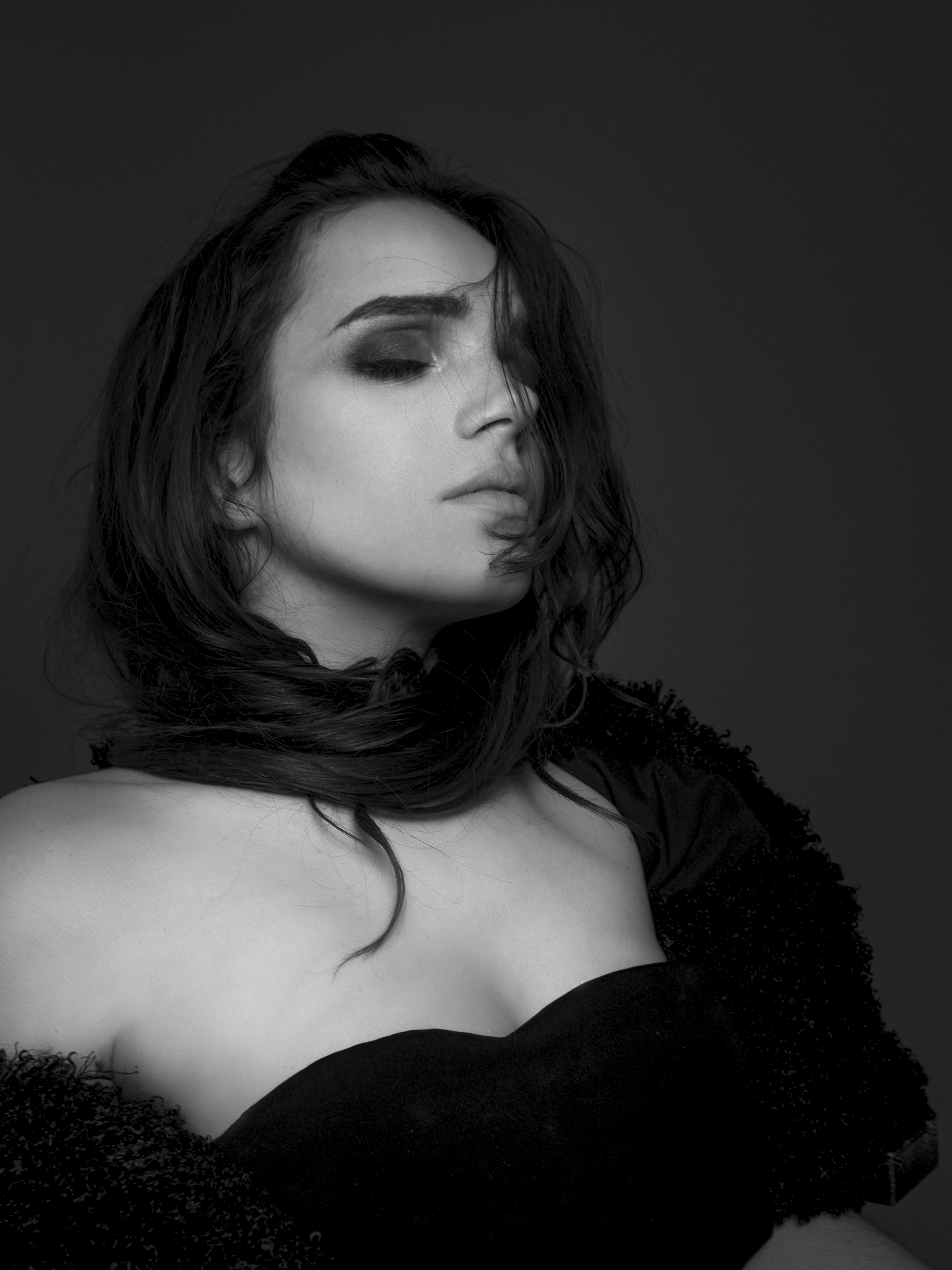
Съёмка fashion-видео

### Дитинство
Олександра Кутас народилася в Дніпрі. Внаслідок лікарської помилки при народженні отримала травму спинного мозку і з раннього віку пересувається за допомогою інвалідного крісла. Ще навчаючись у школі, Олександра Кутас захопилася журналістикою і вступила до студії телебачення і преси «Вместе». Вона вчилася брати інтерв'ю у різних творчих людей, вести програми, їздила на фестивалі. Коли студія виграла конкурс ЮНІСЕФ, Олександру обрали, як одну з найкращих юних журналістів, запросили до Нью-Йорку на нагородження.
Тоді ж Олександра захопилася психологією. Дитяче захоплення переросло в глибоку прихильність, і після закінчення школи Саша вступила на факультет психології Дніпровського національного університету імені Олеся Гончара, на якому провчилася 4 роки на денному відділенні, незважаючи на непристосованість університету. Коли Олександра закінчила університет з червоним дипломом, тоді ж почалися бойові дії на сході країни, і в Дніпро почали прибувати поранені військові. Олександра була волонтером у військовому шпиталі більше 3 місяців.
У 2011 році Олександра вперше зацікавилася світом моди. Її надихнули роботи британського дизайнера Олександра Маккуіна. 
|                                          | На роботу в фешн сфері мене надихнув Олександр Маккуінн. У 1999-му році він запросив на подіум дуже красиву дівчину, якій зробив неймовірний протез. Я дивилася і розуміла, наскільки це доречно і гармонійно. Найстрашніше для мене — бути в сфері моди недоречною. Своєю діяльністю я хочу доводити: я — професіонал, а не соціальний проект. |
| — Олександра Кутас для L'Officiel Online | |

### Кар'єра

#### Виставка «Розірви свої кайдани»
Влітку 2015 року Олександра вперше взяла участь в Ukrainian Fashion Week, де познайомилася з багатьма діячами моди. 16 липня вона спільно з фотографом Андрієм Саримсаковим презентувала у Києві фотовиставку «Розірви свої кайдани», який був також представлений в межах Ukrainian Fashion Week. Цей fashion-проект, покликаний зламати стереотипи суспільства щодо людей з інвалідністю, зібрав безліч позитивних відгуків з боку українських і міжнародних видань. Американське видання «The Huffington Post» писало:
|                       | У кінцевому рахунку, Олександра Кутас є невід'ємною частиною реформ в індустрії моди, спрямованих на руйнування стереотипів щодо людей з особливими потребами. Її хоробрість і наполегливість, безумовно, надихають безліч людей з інвалідністю не зупинятися на шляху до своєї мрії. За великим рахунком, вона не просто людина, яка подолала немислимі перешкоди; вона є символом майбутнього рівності. Оригінальний текст (англ.) Ultimately, Alexandra Kutas is integral to reforming the fashion industry as well as the world in terms of spreading awareness about disabled people. Her bravery and perseverance will certainly revolutionize the perception of people like her and empower more disabled individuals to follow their passions. In the big picture, she is not just an individual who surmounted unimaginable obstacles; she is a symbol for a future of equality. |
| — The Huffington Post | |

#### Показ «VIY»

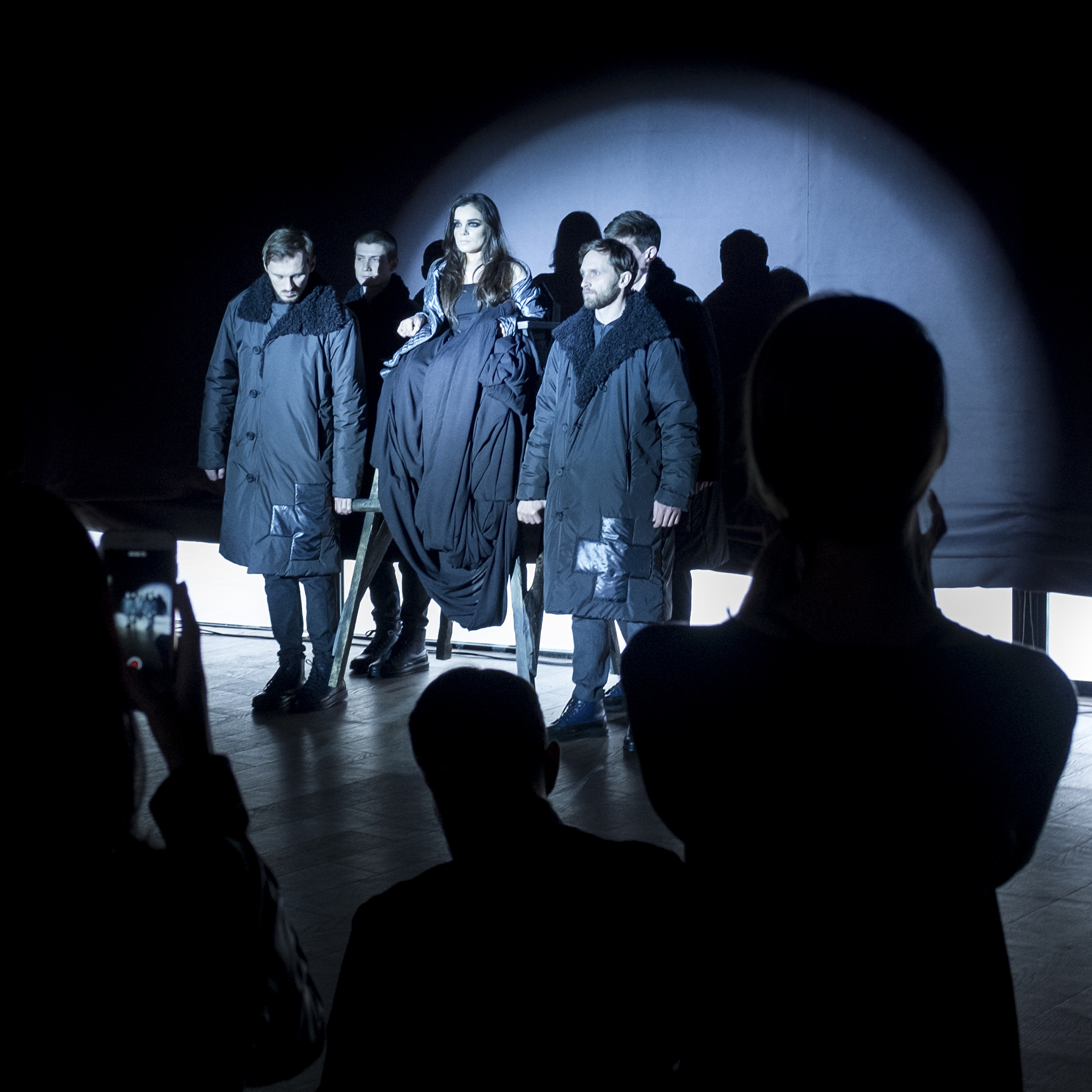
Шоу Федора Возианова

У березні 2016 року Олександра починає співпрацювати з американським менеджером Блейком Віндом, це слугує новим витком у розвитку її кар'єри. Восени того ж року Олександра зустрічає Федора Возіанова, після чого Федір пропонує їй центральну роль на показі нової колекції. За два місяці підготовки до показу Олександра дає більше 100 інтерв'ю, в тому числі на відео, що збирають безліч переглядів. 30 грудня вона дає інтерв'ю міжнародному виданню NEWSY про проблеми сучасної fashion-індустрії.
Наприкінці січня 2017 року Олександра з командою вела роботу над першим в світі fashion-відео з моделлю з інвалідністю.
3 лютого пройшов показ осінь/зима 2017 «Вій». Про оригінальну подачу (Олександра виконала в показі головну роль, чоловіки-моделі пронесли її через подіум на троні, зробленому спеціально для показу) написало видань більше ніж з 50 країн світу, зокрема таких, як «Daily Mail», Vogue . На початку показу також було презентовано fashion-video Олександри Кутас «Viy Prelude».

#### Показ в Нью-Йорку
У червні 2017 Кутас самостійно вирушила в Нью-Йорк і взяла участь в гала-показі Runway of Dreams для нової колекції адаптивної одягу бренду Tommy Hilfiger. 
Під час її поїздки в Нью-Йорк, у неї було дві масштабних зйомки, одна з яких для Vogue Ukraine Online. Це була перша опублікована зйомка в Vogue Ukraine Online з моделлю в інвалідному кріслі. 

#### Перший контракт з модельним агентством
У серпні 2017 Кутас підписала свій перший контракт з модельним агентством Strawberrifox в Нью-Делі тим самим стала першою моделлю з інвалідністю на фешн-ринку Індії.

#### 30 Under 30: топ молодих українських лідерів за версією Kyiv Post
5 грудня під час шостої конференції Tiger Conference, організованої виданням Kyiv Post, провели церемонію врученням нагород Top 30 Under 30. Серед молодих українських лідерів, віком до 30 років, у топ увійшла й Олександра Кутас, яка стала  першою моделлю що отримала подібну нагороду.